# La Colònia Montserrat
La Colònia Montserrat és un poble del municipi de Sant Cugat del Vallès, al Vallès Occidental, tocant a Valldoreix i al nucli de Vallpineda (Molins de Rei). Era una associació de propietaris que l'any 1936 tenia 61 socis.